# Curimatopsis
Curimatopsis is een geslacht van straalvinnige vissen uit de familie van de brede zalmen (Curimatidae).

## Soorten
- Curimatopsis crypticus Vari, 1982
- Curimatopsis evelynae Géry, 1964
- Curimatopsis macrolepis (Steindachner, 1876)
- Curimatopsis microlepis Eigenmann & Eigenmann, 1889
- Curimatopsis myersi Vari, 1982

Een DNA-studie op een vijftigtal exemplaren uit zowel de Amazone, de Paraguay als de Suriname uit 2016 heeft echter elf verschillende soorten opgeleverd, waarvan slechts vier bekend waren. Er zijn dus waarschijnlijk zeker nog zeven soorten meer. C. microlepis werd niet gevonden en is mogelijk erg zeldzaam.